# Ileomus
 Ileómus — рід жуків родини Довгоносики (Curculionidae).

## Зовнішній вигляд
Характерні ознаки роду:
- головотрубка значно більша, ніж передньоспинка ;
- на надкрилах є великий, ледь конічний бугорець перед вершиною, позаду нього — поперечне вдавлення;
- передні стегна із зубцем, передній гомілки із виїмкою на внутрішньому краї, кігтики зрослися біля своєї основи.

Фотографію одного з видів роду див. на.

## Спосіб життя
Невідомий.

## Географічне поширення
Здається, це єдиний рід підродини Lixinae, який притаманний лише Неотропіці. Представники його зареєстровані у Центральній та Південній Америці — в Мексиці, Нікарагуа, Белізі, Гватемалі, Коста-Риці, Панамі, Французькій Гвіані, Суринамі, Аргентині, Бразилії, Перу, Уругваї .

## Класифікація
Описано щонайменше 13 видів роду
- Ileomus adspersus (Schönherr, 1836)
- Ileomus corpulentus
- Ileomus distinguendus (Boheman, 1843)
- Ileomus extensus
- Ileomus longulus (Boheman, 1843
- Ileomus mucoreus (Schoenherr, 1843)
- Ileomus pacatus (Gyllenhal, 1835)
- Ileomus pactitus
- Ileomus peruanus (Erichson, 1847)
- Ileomus procerus
- Ileomus pulverulentus (Schönherr, 1823)
- Ileomus puncticollis
- Ileomus roreus (Schönherr, 1835)